# Weissia chrysocoma
Weissia chrysocoma là một loài rêu trong họ Pottiaceae. Loài này được (Hedw.) Hedw. ex Brid. mô tả khoa học đầu tiên năm 1801.